# Chen Zhizhao
Chen Zhizhao (陳志釗T, 陈志钊S, Chén ZhìzhāoP; Anshan, 14 marzo 1988) è un ex calciatore cinese, di ruolo centrocampista.

## Carriera
Il giocatore inizia la sua carriera nello Shanghai Shenhua.
Nella stagione 2007-2008 si trasferisce nel Citizen, squadra di Hong Kong. Il giocatore colleziona 23 presenze in due anni, segnando due gol. Nella stagione 2009-2010 firma un contratto di cinque anni con il Nanchang Hengyuan, con cui colleziona 48 presenze e mette a segno 13 gol.

### Corinthias
Nel febbraio del 2012, il centrocampista passa il prestito al Corinthians e gioca con il numero 200, in omaggio ai 200 anni dell'immigrazione cinese in Brasile.
Nel 2013 vince il campionato paulista.